# Catasetum collare
Catasetum collare är en orkidéart som beskrevs av Célestin Alfred Cogniaux. Catasetum collare ingår i släktet Catasetum och familjen orkidéer. Inga underarter finns listade i Catalogue of Life.